# Les Plus Beaux Villages de Wallonie
Les Plus Beaux Villages de Wallonie (nome olandese non ufficiale: De mooiste dorpen van Wallonië) è un'associazione privata creata nel 1994, su iniziativa di Alain Collin, durante l'assise sul turismo della Provincia di Namur e ispirata all'associazione dei Les Plus Beaux Villages de France.
La sua missione è quella di promuovere il turismo dei piccoli villaggi della regione vallone ricchi di patrimonio di qualità. Attualmente, 32 villaggi fanno parte dell'associazione.
Dal 7 luglio 2012, i Les Plus Beaux Villages de Wallonie fanno parte dell'associazione internazionale Les Plus Beaux Villages de la Terre.

## Gli obiettivi dell'associazione

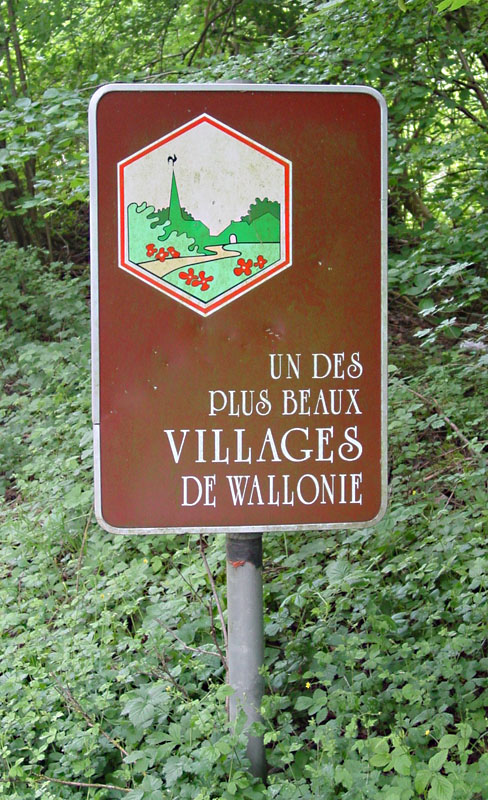
cartello dei Les Plus Beaux Villages de Wallonie

- Garantire l'autenticità dei villaggi della rete costruendo un dinamico e associativo culturale intorno ai requisiti di qualità.

- Sviluppare una politica di sviluppo sostenibile basata sulla valorizzazione e protezione del patrimonio architettonico dei villaggi nella rete, sulla valorizzazione dei prodotti legati all'identità regionale.

- Aumentare la consapevolezza della rete sostenendo una politica di accoglienza che riconcilia sia il residente che il piacere del visitatore. L'approccio mira anche ad apprezzare meglio la ricchezza associativa e culturale della Vallonia rurale attraverso l'attuazione di una politica di prodotti ed eventi che migliora la qualità della vita nel villaggio.

- Assicurare il riconoscimento della specificità dei villaggi da parte di stato, regioni, Unione europea ecc...

## Criteri di ammissione
La rete dei "Plus Beaux Villages de Wallonie" è costruita intorno al criterio della qualità. Si trova a tutti i livelli, specialmente nelle condizioni di ammissione del borgo:
- Un paesaggio rurale.

- L'esistenza di uno o più monumenti classificati o suscettibili di essere a breve termine.

- Un patrimonio architettonico e urbano di valore, apprezzato attraverso una serie di criteri.

- Una volontà comune e/o associativa, autenticata da atti concreti di valorizzazione del patrimonio.

La "Carta della qualità" dell'associazione "Plus Beaux Villages de Wallonie" è disponibile sul sito ufficiale dell'associazione.

## I 32 borghi
Ecco i 32 borghi che fanno parte dei Les Plus Beaux Villages de Wallonie divisi per provincia.

### Brabante Vallone (2)
| Borgo                                | Foto |
| ------------------------------------ | ---- |
| Mélin, comune di Jodoigne            |      |
| Saint-Remy-Geest, comune di Jodoigne |      |

### Hainaut (5)
| Borgo                                   | Foto |
| --------------------------------------- | ---- |
| Aubechies, comune di Belœil             |      |
| Barbençon, comune di Beaumont           |      |
| Lompret, comune di Chimay               |      |
| Montignies-sur-Roc, comune di Honnelles |      |
| Ragnies, comune di Thuin                |      |

### Liegi (5)
| Borgo                                               | Foto |
| --------------------------------------------------- | ---- |
| Clermont-sur-Berwinne, comune di Thimister-Clermont |      |
| Limburgo                                            |      |
| My, comune di Ferrières                             |      |
| Olne                                                |      |
| Soiron, comune di Pepinster                         |      |

### Lussemburgo (9)
| Borgo                           | Foto |
| ------------------------------- | ---- |
| Chassepierre, comune di Arlon   |      |
| Guirsch, comune di Florenville  |      |
| Mirwart, comune di Saint-Hubert |      |
| Nobressart, comune di Attert    |      |
| Ny, comune di Hotton            |      |
| Our, comune di Paliseul         |      |
| Sohier, comune di Wellin        |      |
| Torgny, comune di Rouvroy       |      |
| Wéris, comune di Durbuy         |      |

### Namur (11)
| Borgo                                   | Foto |
| --------------------------------------- | ---- |
| Celles, comune di Houyet                |      |
| Chardeneux, comune di Somme-Leuze       |      |
| Crupet, comune di Assesse               |      |
| Falaën, comune di Onhaye                |      |
| Gros-Fays, comune di Bièvre             |      |
| Laforêt, comune di Vresse-sur-Semois    |      |
| Mozet, comune di Gesves                 |      |
| Sosoye, comune di Anhée                 |      |
| Soulme, comune di Doische               |      |
| Thon-Samson, comune di Andenne          |      |
| Vierves-sur-Viroin, comune di Viroinval |      |